# إبراهيم بن محمد بن عبد الله آل خليفة
الفريق إبراهيم بن محمد بن عبد الله بن عيسى بن علي بن خليفة بن سلمان بن أحمد الفاتح بن محمد بن خليفة آل خليفة الجميلي التغلبي الوائلي (ولد في 1936 - توفي في 28 ديسمبر 2009) رجل أمن وسياسي بحريني من العائلة الحاكمة آل خليفة. يعتبر أول بحريني يحصل على بكالوريوس العلوم الحربية.

## النشأة والتعليم
من مواليد العام 1936.
بدأ تعليمه بكتاب تحفيظ للقرآن بالمحرق ثم تلقى تعليمه الابتدائي بمدرسة الهداية الخليفية ثم سافر إلى مصر لاستكمال المرحلة الثانوية والتعليم العالي حيث التحق بمدرسة حلوان الثانوية القديمة العام 1950. حصل على شهادة الثانوية العامة وكانت تسمى التوجيهية آنذاك (شعبة العلوم).
التحق بالكلية الحربية المصرية وتخرج منها العام 1956. ليصبح أول بحريني يحصل على بكالوريوس العلوم الحربية في الأكاديمية العسكرية بجمهورية مصر العربية.
تلقى العديد من الدورات.

## المسيرة المهنية والسياسية
التحق فور تخرجه من الكلية الحربية بسلاح المدرعات بالقوات المسلحة المصرية لمدة ستة أشهر تلقى خلالها دورة تدريبية عملية مع الضباط المصريين ثم عاد إلى البحرين عقب ذلك.
ابتعث إلى إنجلترا في دورة أسلحة وتكتيك في كلية هايسن وورفستر العام 1956. تحول إلى العمل الأمني حيث التحق بمدرسة البوليس بلندن لمدة ثلاثة أشهر. عين بالشرطة والأمن العام برتبة ملازم ثاني العام 1957. تنقل بين العديد من إدارات وزارة الداخلية حيث عين أولا في إدارة التدريب والعمليات العام 1957 ثم انتقل منها إلى إدارة المرور والتراخيص العام 1961 ثم رقي مديرا لإدارة المرور العام 1963 واستمر بها حتى العام 1977 حيث عين بعدها نائبا لمدير عام الأمن العام. رقي إلى رتبة لواء العام 1987.
صدر مرسوم أميري بتعيينه وكيلا لوزارة الداخلية في العام 1993 ثم رقي إلى رتبة الفريق في العام 2001 واستمر بمنصبه وكيلا لوزارة الداخلية إلى أن تم تعيينه مستشار عام بدرجة وكيل وزارة في العام 2003. شارك في العديد من المؤتمرات واجتماعات وزارة الداخلية بدول مجلس التعاون ومجلس وزراء الداخلية العربية.

## الوفاة
في 29 ديسمبر 2009 نعى الديوان الملكي آل خليفة الذي توفي صباح الثلثاء الموافق 28 ديسمبر 2009 عن عمر ناهز 73 عام. وقد بعث ملك السعودية عبد الله بن عبد العزيز آل سعود برقية عزاء ومواساة لملك البحرين حمد بن عيسى بن سلمان آل خليفة في وفاة آل خليفة وقال في برقيته: «علمنا ببالغ الأسى بنبأ وفاة الشيخ إبراهيم بن محمد بن عبد الله آل خليفة رحمه الله وإننا إذ نبعث لجلالتكم ولأسرتكم الكريمة بالغ التعازي وصادق المواساة لنسأل الله عز وجل أن يتغمده بواسع رحمته ومغفرته ويسكنه فسيح جناته وأن يحفظ جلالتكم من كل سوء».

## التكريمات والأوسمة
حصل آل خليفة على العديد من الأوسمة والأنواط من بينها:
- وسام أحمد الفاتح العام 2004.
- وسام الشيخ عيسى بن سلمان آل خليفة من الدرجة الأولى العام 2000.
- نوط عهد عيسى من الدرجة الأولى لأعضاء قوات الأمن العام العام 2000.
- نوط تقدير الخدمة من الدرجة الأولى العام 1988.
- نوط الأمن للخدمة الممتازة من الدرجة الأولى العام 1988.
- وسام البحرين من الدرجة الأولى العام 1983.
- نوط الأمن العام للخدمة الطويلة العام 1983.
- وسام تقدير الخدمة العسكرية من الدرجة الأولى العام 1982.

## الإرث
يقيم نادي المحرق بطولة رياضية في لعبة كرة القدم في شهر رمضان من كل عام باسم «بطولة الشيخ إبراهيم بن محمد بن عبد الله آل خليفة» منذ 2017.